# 董健莉
董健莉，香港建制派政黨民建聯常委、沙田支部主席，現任香港沙田區議會委任議員，曾任沙田區議會大圍選區議員。

## 簡介
董健莉在2000年畢業於香島中學，原為一名註冊社工，及後加入民建聯。董健莉父親為民建聯成員董惠明，曾任區議會委任議員。
2011年香港區議會選舉，董以3,302:2,921票的高票當選大圍區議員，成為得票第二高的女性當選者。
辦事處位於大圍美林邨。
2015年香港區議會選舉，沙田社區網絡的梁鎮軒於大圍選區參選並與董爭奪，董健莉以3,649:2,087高票當選連任，並成為得票最高的女性當選者(票后)。
2019年香港區議會選舉，由民主黨吳定霖以四成六得票（以84票差距）擊敗董健莉當選，基於董健莉曾兩次選舉獲新界「票后」身份，結果被視為「爆冷」。
2023年12月12日，行政長官李家超委任179名委任區議員，董健莉成為沙田區議會委任議員。

### 歷屆選舉結果
| 政党   | 政党   | 候选人    | 票数  | %     | ±      |
| ------ | ------ | --------- | ----- | ----- | ------ |
|        | 民主黨 | ①. 吳定霖 | 4,198 | 46.06 | 不適用 |
|        | 保民聯 | ②. 袁桂禧 | 54    | 0.59  | 不適用 |
|        | 無黨派 | ③. 鄒家成 | 748   | 8.21  | 不適用 |
|        | 民建聯 | ④. 董健莉 | 4,114 | 45.14 | ▼18.48 |
| 多数票 | 多数票 | 多数票    | 84    | 0.92  | 不適用 |

| 政党   | 政党         | 候选人    | 票数  | %     | ±      |
| ------ | ------------ | --------- | ----- | ----- | ------ |
|        | 民建聯       | ①. 董健莉 | 3,649 | 63.62 | ▲10.56 |
|        | 沙田社區網絡 | ②. 梁鎮軒 | 2,087 | 36.38 | 不適用 |
| 多数票 | 多数票       | 多数票    | 1,562 | 27.23 | 不適用 |

| 政党   | 政党       | 候选人    | 票数  | %     | ±      |
| ------ | ---------- | --------- | ----- | ----- | ------ |
|        | 新民主同盟 | ①. 梁永雄 | 2,921 | 46.94 | 不適用 |
|        | 民建聯     | ②. 董健莉 | 3,302 | 53.06 | 不適用 |
| 多数票 | 多数票     | 多数票    | 381   | 6.12  | 不適用 |

## 相關爭議
在2011年香港區議會選舉期間，選舉管理委員會公開譴責美林邨美楓樓及美桃樓的互助委員會違反指引，只容許民建聯候選人董健莉在互委會的會址展示選舉廣告。選管會收到當屆另一候選人梁永雄投訴，經調查後認為投訴成立，公開譴責上述兩個互助委員會。